# テリー・タッチェル
テリー・タッチェル（Terri Tatchell）は、カナダの脚本家。

## 人物
2001年にバンクーバー映画学校を卒業。2006年に夫のニール・ブロムカンプが監督した短編映画『Adicolor Yellow』の脚本家としてデビューを果たす。2009年には同監督の長編映画『第9地区』を共同で脚本し、第36回サターン賞脚本賞や第82回アカデミー賞脚色賞などにノミネートされた。

## フィルモグラフィ
- Adicolor Yellow (2006)
- 第9地区 District 9 (2009)